# الکساندر مارتسون
الکساندر مارتسون (اوکراینی: Олександр Миколайович Марцун؛ زادهٔ ۱۵ اوت ۱۹۷۲) بازیکن فوتبال اهل اتحاد جماهیر شوروی سوسیالیستی است.
از باشگاه‌هایی که در آن بازی کرده‌است می‌توان به باشگاه فوتبال تمپ شپتیفکا، باشگاه فوتبال ینی‌سئی کراسنویارسک، باشگاه فوتبال بالتیکا کالینینگراد، باشگاه فوتبال سویوز-گازپروم ایژوسک، و باشگاه فوتبال کوبان کراسنودار اشاره کرد.